# Dovestraße 1 (Quedlinburg)
Das Haus Dovestraße 1 war ein denkmalgeschütztes Gebäude in der Stadt Quedlinburg in Sachsen-Anhalt. 
Das Gebäude befand sich im nördlichen Teil der historischen Quedlinburger Altstadt. Es war im örtlichen Denkmalverzeichnis eingetragen. Das Fachwerkhaus war zwischen 1560 und 1580 entstanden. Es wurde im 20. Jahrhundert, wie der überwiegende Teil der historischen Bebauung der Dovestraße, abgerissen.